# Медаль «За заслуги» (Чехия)
Медаль «За заслуги» — государственная награда Чешской Республики.

## История
Медаль «За заслуги» была учреждена в Чешской и Словацкой Федеративной Республике в 1990 году. После распада государства была восстановлена 9 июля 1994 года с прежним названием и в прежнем статуте в Чешской Республике.
Медаль присуждается Президентом Чехии гражданам за заслуги в работе на государственной службе или местном самоуправлении, за достижения в области экономики, науки, техники, культуры, искусства, спорта, образования, обороне и национальной безопасности государства.
Медаль может вручаться иностранным гражданам.

## Степени
Медаль имеет три степени:
- Золотая
- Серебряная
- Бронзовая

| Планки медали «За заслуги» | Планки медали «За заслуги» | Планки медали «За заслуги» | Планки медали «За заслуги» | Планки медали «За заслуги» |
|                            | ЧСФР (1990—1992)           | ЧСФР — военным (1990—1992) | Чехия (с 1994)             |                            |
| -------------------------- | -------------------------- | -------------------------- | -------------------------- | -------------------------- |
| Золотая медаль             |                            |                            |                            |                            |
| Серебряная медаль          |                            |                            |                            |                            |
| Бронзовая медаль           |                            |                            |                            |                            |

## Описание

### 1990—1992 годы
Медаль диаметром 33 миллиметра изготавливается из позолоченного серебра в 1 степени, серебра — для второй и бронзы — для третьей степени медали. На аверсе медали изображения чешского геральдического льва и словацкий крест, слева от которых надпись: «ZA ZÁSLUHY».
Реверс несёт изображение государственного герба ЧСФР.
Лента шириной 38 миллиметров жёлтого цвета с белой полоской толщиной 2 миллиметра в центре (для 1 степени — одна полоска, для 2 степени — две полоски, для 3 степени — 3 полоски). При вручении медали военным на ленте размещаются миниатюрные скрещенные мечи.

### с 1994 года
Медаль диаметром 33 миллиметра изготавливается из позолоченного серебра в 1 степени, серебра - для второй и бронзы - для третьей степени медали. На аверсе медали изображение аббревиатуры «ČR» в окружении стилизованных листьев липы, слева от которых надпись: «ZA ZÁSLUHY».
Реверс несёт изображение государственного большого герба Чехии.
Лента шириной 38 миллиметров жёлтого цвета с фиолетовой полоской толщиной 2 миллиметра в центре (для 1 степени — одна полоска, для 2 степени — две полоски, для 3 степени — 3 полоски).